# Kiegier
Kiegier (ros. Кегер) – wieś w Rosji, w Dagestanie, w rejonie gunibskim. W 2010 liczyła 594 mieszkańców, głównie Awarów.